# Siegfried (operă)
Siegfried este o operă în trei acte de Richard Wagner.

## Generalități
Muzica și libretul: Richard Wagner.
Premiera operei a avut loc la Bayreuth în ziua de 16 august 1876 la Festspielhaus.
Durata operei: cca 4 ore.

## Personajele principale
- Siegfried (tenor)
- Mime (tenor)
- Wotan (bariton)
- Alberich (bas)
- Fafner (bas)
- Erda (mezzosoprană)
- Brünnhilde (soprană)

## Acțiunea
Pentru acțiunea operei vezi Inelul Nibelungilor#Acțiunea tetralogiei.